# Phyllodonta muscilinea
Phyllodonta muscilinea là một loài bướm đêm trong họ Geometridae.